# Henry Hudson
Henry Hudson (Londres, posiblemente el 12 de septiembre de 1565-Bahía de Hudson, 23 de junio de 1611) fue un navegante y explorador inglés, conocido por haber realizado cuatro importantes viajes de exploración al Ártico. En 1607 hizo su primer viaje para la Compañía de Moscovia y alcanzó las costas de Groenlandia y las Svalbard, y descubrió la isla de Jan Mayen. El año siguiente, para la misma compañía, buscó el paso a la India, esta vez navegando a través de las islas de Nueva Zembla, por el mar de Barents pero fracasó. A su regreso, la Compañía de Moscovia desistió de seguir buscando el paso del Noroeste. 
La Compañía Neerlandesa de las Indias Orientales siguió confiando en encontrarlo y le encomendaron su tercer viaje del año 1609, con el Halve Maen y una tripulación de doscientos quince hombres. Nuevamente empezó la búsqueda del paso en Nueva Zembla, intentando abrirse camino a través del hielo, pero debido al frío intensísimo y a las extremas condiciones meteorológicas, la tripulación empezó a inquietarse y Hudson propuso un plan diferente. Pusieron rumbo suroeste a través de Nueva Escocia y bajaron por la costa de Norteamérica, en la certeza de que los océanos Atlántico y Pacífico solamente estaban separados por un estrecho istmo. 
En septiembre de 1609 llegó a la bahía de Nueva York, y durante los siguientes meses exploró el río Hudson, remontando 240 kilómetros desde su desembocadura hasta el lugar en donde actualmente se levanta la ciudad de Albany. Antes de terminar el año, Hudson y sus hombres regresaron a Inglaterra, siendo retenidos por el gobierno inglés. Hudson recibió la orden de trabajar a partir de entonces solo para su país de origen.
En 1610, Hudson partió en el último de sus viajes patrocinado por una recién creada compañía de caballeros ingleses a bordo del Discovery en búsqueda del paso del Noroeste. A mediados del año había atravesado el estrecho de Hudson y alcanzado la bahía de Hudson, donde pasó tres meses explorando las islas y costas orientales. En la creencia de que se encontraba en el Pacífico, navegó rumbo sur hasta la bahía de James. En noviembre el barco estaba atrapado en el hielo, por lo que después de pasar un duro invierno a causa del frío y la escasez de alimentos, la discordia se generalizó entre la tripulación, acabando con un motín en junio de 1611. Hudson, su hijo y otros siete tripulantes fueron abandonados a su suerte en un pequeño bote abierto y nunca más se supo de ellos. Los pocos amotinados que consiguieron sobrevivir pudieron llegar a Inglaterra donde fueron encarcelados, aunque ninguno fue condenado.

## Biografía
De su vida se conocen muy pocos datos antes de 1607. Hudson podría haber nacido el 12 de septiembre de 1565 en Londres, Inglaterra y se cree que pudo haber pasado muchos años en el mar, que comenzó como grumete y que poco a poco fue abriéndose camino hasta llegar a capitán de barco.

### La expedición a las Svalbard de 1607
En 1607, la Compañía de Moscovia del Reino de Inglaterra contrató a Hudson para encontrar el paso del Noreste hacia Asia a través del océano Ártico y llegar al Pacífico. Se pensaba en esa época que, debido a que los rayos del sol en las latitudes del norte duraban tres meses en el verano, derretirían el hielo y un barco podría viajar a través de la cima del mundo hasta llegar a las islas de las Especias. Los ingleses competían con los holandeses por encontrar esas posibles rutas del paso del Noreste. 
Hudson se embarcó en el Hopewell el 1 de mayo, una embarcación de 80 toneladas con una tripulación de diez hombres y un niño. Llegaron a la costa oriental de Groenlandia el 13 de junio, costeando hasta el día 22. Aquí nombraron un promontorio como Young's Cape [cabo de los Jóvenes], «un monte muy alto, como un castillo de ronda» ["very high mount, like a round castle"] cerca del Mount of God's Mercy [monte de la Misericordia de Dios], y tomaron tierra a los 73°N en Hold-with-Hope [Seguir-con-Esperanza]. El día 27 avistaron «Newland» (es decir, la isla de Spitsbergen), cerca de la boca de la gran bahía de Hudson (que más tarde será llamada simplemente Great Indraught, Isfjorden). El 13 de julio, Hudson y su tripulación pensaron que habían navegado hasta alcanzar los 80°23'N, pero lo más probable es que solo llegasen a los 79°23'N. El día siguiente entraron en lo que Hudson más tarde llamó Whales Bay [bahía Ballenas] (Krossfjorden y Kongsfjorden), nombrando su extremo noroccidental como cabo Collins (Kapp Mitra) en honor a su contramaestre, William Collins. Siguieron navegando hacia el norte los dos días siguientes. El día 16 llegaron a Hakluyt's Headland [Cabeceras de Hakluyt] (que Thomas Edge reclamó que Hudson había nombrado en este viaje) en los 79°49'N, pensando que veían la tierra continuar hasta los 82°N cuando en realidad se escalona hacia el este (y cuando el punto más al norte de las islas Svalbard está a 80°49' N). El hielo que se agolpaba a lo largo de la costa norte les obligó a regresar al sur. Hudson quería hacer su regreso «por el norte de Groenlandia a través del estrecho de Davis, y así hasta el Reino de Inglaterra» pero las condiciones del hielo lo hicieron imposible. La expedición regresó a Tilberry Hope, en el Támesis, el 15 de septiembre. 
Según Thomas Edge, «William [sic] Hudson» descubrió en 1608 una isla en los 71°N y la llamó Hudson's Touches (o Tutches). Sin embargo, solo podría haber llegado allí en 1607 (si hubiera hecho un desvío ilógico) y no hizo mención de ello en su diario. Tampoco hay ninguna prueba cartográfica de este supuesto descubrimiento. También Jonas Poole y Robert Fotherby estaban en posesión del diario de Hudson, mientras buscaban su elusivo Hold-with-Hope (en la costa este de Groenlandia) en 1611 y 1615, respectivamente, pero ninguno de ellos tenía conocimiento de su presunto descubrimiento (posterior) de Jan Mayen, arrojando más dudas sobre quien descubrió la isla. Fotherby encontró Jan Mayen pensando que era un «nuevo» descubrimiento y la denominó como isla de Sir Thomas Smith.
También ha sido reclamado por muchos autores que el avistamiento por Hudson durante este viaje de gran cantidad de ballenas en aguas de las Svalbard fue lo que llevó a enviar a varios países expediciones para la caza de ballenas en las islas. Si bien, efectivamente, parece haber visto muchas ballenas, no fue su informe lo que llevó a esa explotación comercial, sino el de Jonas Poole en 1610 el que condujo al establecimiento de los balleneros ingleses y el exitoso viaje de Nicolás Woodcock, en 1612, el que llevó a holandeses, franceses y españoles a la caza de ballenas.

### Las expediciones de 1608 y 1609

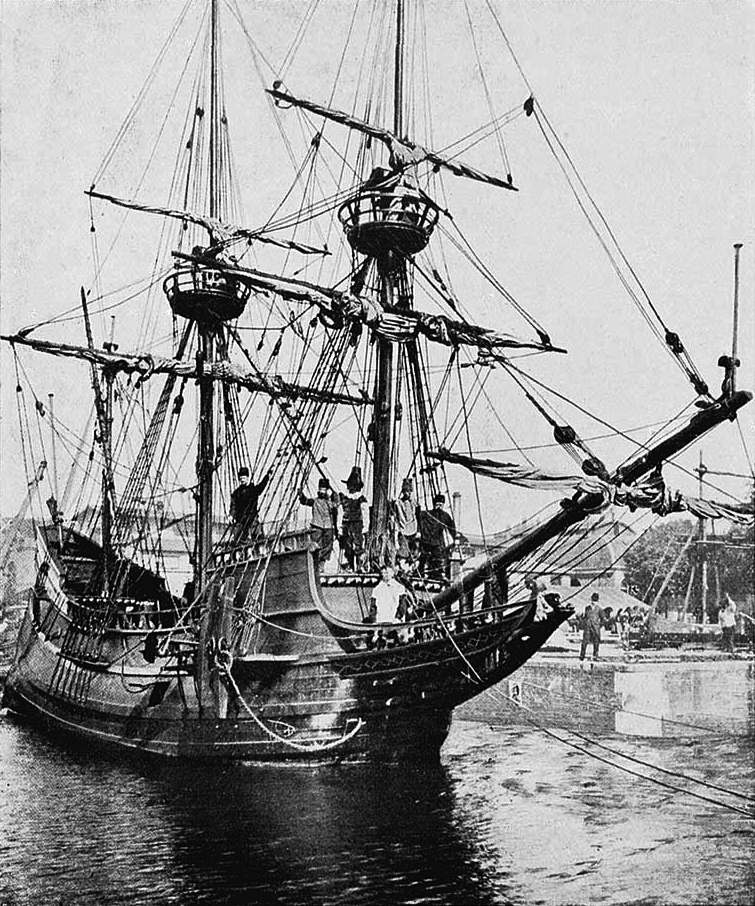
Réplica de la Halve Maen, la nave del tercero de los viajes de Henry Hudson (a escala mitad).

En 1608, para la misma compañía y con el mismo barco, Hudson hizo un segundo intento de encontrar el paso, esta vez tratando de bordear la parte septentrional de Rusia. Bordeó el capo Norte y navegó por el mar de Barents hasta Nueva Zembla, donde el hielo le obligó a regresar. 
A su regreso, la Compañía de Moscovia desistió de seguir sufragando más expediciones en la búsqueda del paso que consideraban impracticable. 
Sin embargo, la Compañía Holandesa de las Indias Orientales aún confiaba en encontrar ese pasaje por el este hasta Asia. En 1609, Hudson fue elegido para liderar otra expedición: se le encomendó navegar por el océano Ártico rodeando el norte de Rusia hasta llegar al Lejano Oriente. El 6 de abril Hudson partió en el Halve Maen [Media luna], una nave de solo 73 toneladas con una tripulación, de dieciocho o veinte hombres, de neerlandeses e ingleses (incluido un antiguo camarada, el cascarrabias Juet Robert). Zarparon de la isla de Texel, en la costa neerlandesa del mar del Norte y alcanzaron el cabo Norte, en Noruega. Tras pasar Spitsbergen, a la vista del hielo polar la tripulación se negó a ir más lejos y no pudo completar el itinerario previsto. Hudson convenció a la tripulación para intentar encontrar el paso hacia China a través de América del Norte y se encaminó en dirección oeste. (Hudson había oído hablar de esa posibilidad a John Smith, que le habían transmitido los americanos nativos, probablemente refiriéndose a lo que se conoce hoy como los Grandes Lagos.) 
Recorrió la costa norteamericana y divisó la bahía de Delaware un año antes que los ingleses lo hicieran. El 3 de septiembre su barco entró al puerto de Nueva York y poco después comenzó a remontar el río Hudson para ver si por ese camino podía encontrar un paso hacia el noroeste. Tres días más tarde, John Colman, un miembro de su tripulación, fue asesinado por los nativos americanos con una flecha que le alcanzó en el cuello. Aunque el primer europeo que había visto el río había sido en 1524 Giovanni da Verrazano, al servicio de Francisco I de Francia, Hudson fue el primero en explorarlo con propiedad. Remontó unos 250 kilómetros, hasta que la disminución gradual de la profundidad lo llevó a concluir que contrariamente a sus expectativas no se trataba de un estrecho.
En el camino, Hudson negoció con varias tribus nativas, obteniendo conchas, perlas y pieles. Su viaje fue la base para las reclamaciones neerlandesas sobre la región y el comercio de pieles, reclamaciones que no prosperaron. Nueva Ámsterdam, en Manhattan, se convirtió en la capital de Nueva Holanda en 1625. En su viaje de regreso a Ámsterdam, Hudson se detuvo en el puerto de Dartmouth (ahora en Nueva Escocia, Canadá), perteneciente al Reino de Inglaterra y recibió una orden del Consejo Privado que le prohibía volver a los Países Bajos y volver a servir a una potencia extranjera. Fue retenido por las autoridades e intentaron acceder al registro del viaje. Hudson se las arregló para pasar el registro al embajador holandés en el Reino de Inglaterra, que lo envió, junto con su informe, a Ámsterdam.

### La expedición a la bahía de Hudson (1610-11)

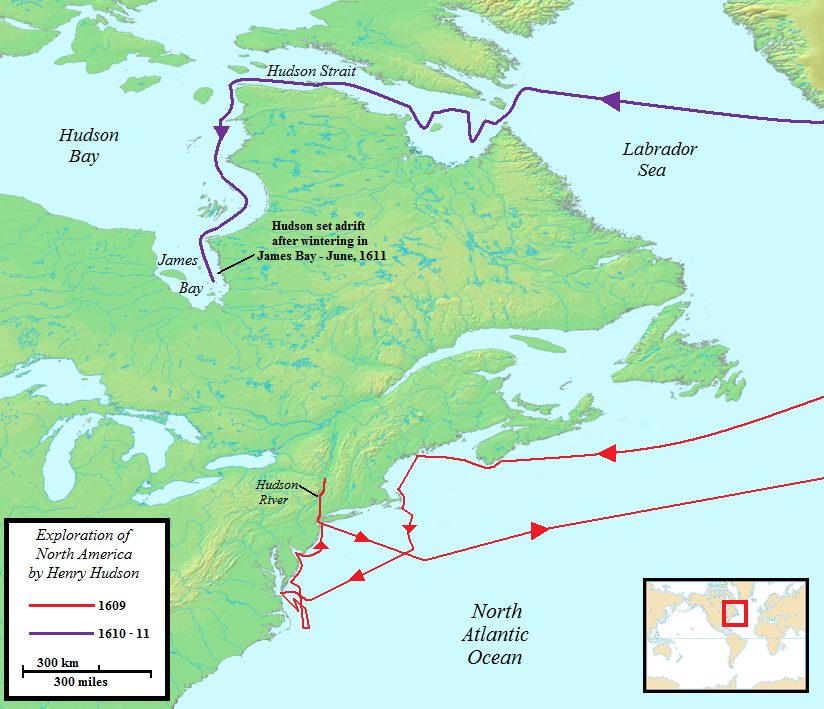
Mapa de viajes de Hudson en América del Norte.

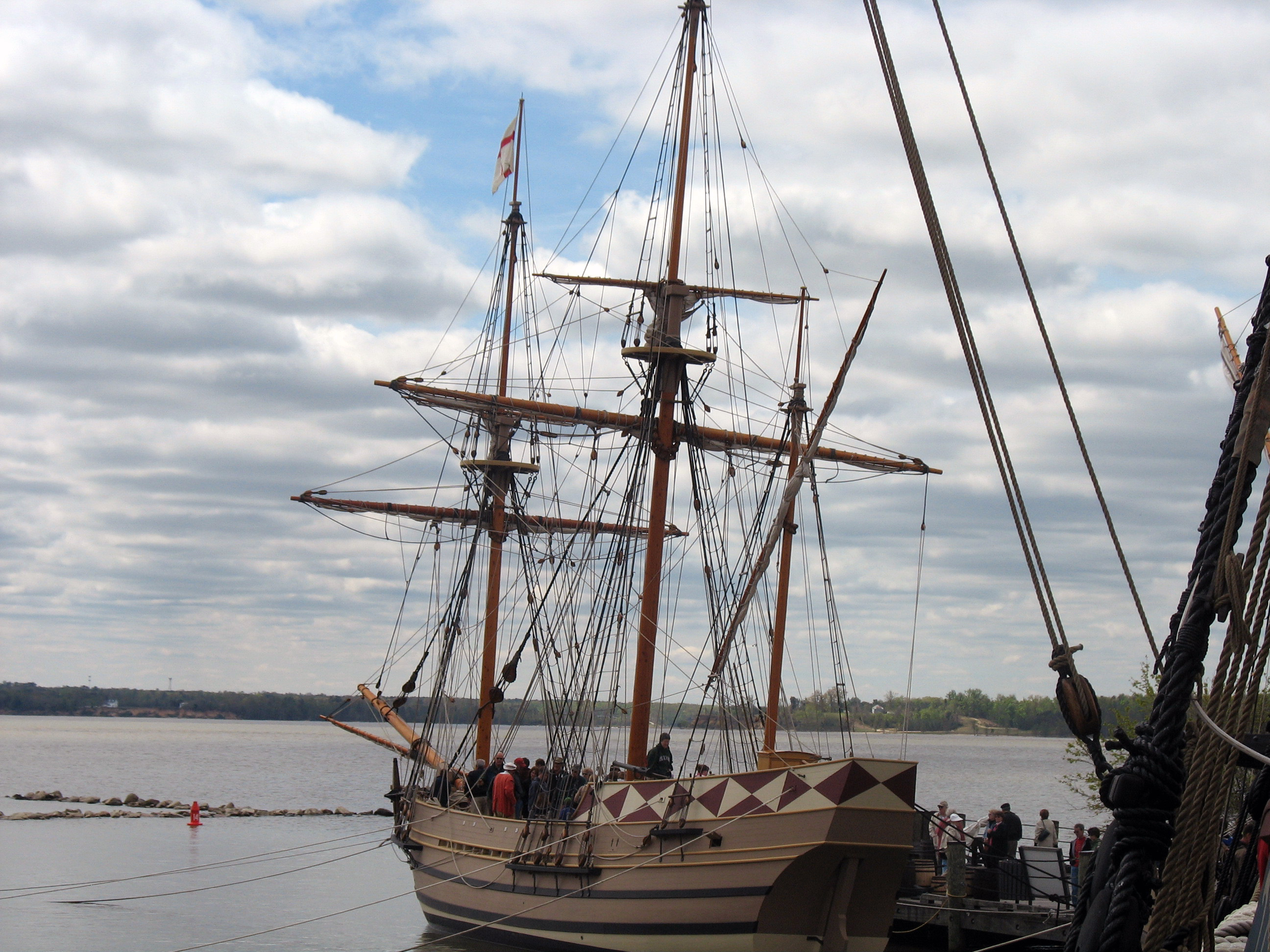
Réplica del Discovery, la nave del cuarto de los viajes de Henry Hudson, construida para conmemorar los 400 años del desembarco en Jamestown.

La prohibición no le importó mucho ya que encontró un empleo inmediato con sus propios compatriotas. Su último viaje, aunque sin éxito, había reavivado las esperanzas de encontrar el pasaje real a la China en otros lugares. Thomas Smith —agregado y primer gobernador de la Compañía Británica de las Indias Orientales (British East India Company) y tesorero de la Compañía de Virginia (Virginia Company)—, Dudley Digges —un joven rico interesado en las exploraciones— y John Wolstenholme —un famoso promotor de expediciones de Yorkshire y después sir— en asociación con un número de comerciantes decidieron financiar una nueva expedición y eligieron a Hudson para comandarla. Iban a dirigir su búsqueda hacia el estrecho de Davis, una región que, con el nebuloso estrecho de Anián en mente, consideraban que ofrecía las mejores perspectivas de éxito. 
En 1610, Hudson partió en su nuevo barco, el Discovery, un pequeño barco de 12 m de eslora y unas 20 toneladas y con la tripulación más numerosa y variada que había dirigido hasta entonces. Le acompañaba de nuevo Juet como piloto —en lo que algunos autores ven como un signo de debilidad de Hudson, que ya había experimentado su difícil carácter— y también Robert Bylot, un navegante de primera clase y como demostraría, un hombre impasible pero de gran coraje. Acompañaban la expedición cuatro hombres de tierra: Edward Wilson, cirujano (no debe confundirse con William Wilson, posteriormente ascendido a contramaestre y el principal conspirador); Abacuk Pricket, un hombre al servicio de Dudley Digges; Thomas Wydowse (o Woodhouse), un matemático, que también debía a Digges su presencia; y Henry Greene (sin el conocimiento de los propietarios) un joven disoluto, repudiado por su buena familia de Kent, con quien Hudson había hecho amistad y al que embarcó para procurarle el salario de un marino. Greene era un hombre de cierta educación y Hudson, que era un ingenuo salvo en las relaciones puramente profesionales, puede haber creído que había encontrado en él el equivalente de John Janes, el amigo de John Davis y cronista pintoresco de sus viajes. 
El Discovery zarpó de Londres el 17 de abril de 1610 y realizó un cómodo viaje hasta Islandia, donde llegaron el 11 de mayo fondeando en una bahía mientras descansaba la tripulación y esperaban que los campos de hielo hacia el oeste se dispersasen. Allí se produjeron los primeros problemas ya que Greene, que era arrogante y de gran fuerza física, se peleó con Edward Wilson y lo golpeó tan severamente que Wee tuvo que ser atendido por el cirujano. Hudson amparó a su favorito e hizo recaer la culpa en Wilson, cosa que la tripulación no compartía. Se hicieron de nuevo al mar cuando Juet, borracho, que como el cirujano detestaba al joven advenedizo, declaró abiertamente que Hudson llevaba a Greene para actuar como espía de los oficiales y soldados. El capitán, al oír esto, montó en cólera y con dificultad le disuadieron de que no diese la vuelta a Islandia y enviase de regreso al viejo piloto con la flota pesquera. Este fue un preludio indigno y desalentador para una temporada de penurias que solo el más alto grado de subordinación y de armonía podrían hacer tolerable. Siguieron rumbo oeste y el 4 de junio alcanzaron la costa sur de Groenlandia, que bordearon por su extremo sur. El 25 de junio, la expedición alcanzó la isla de la Buena Fortuna (más tarde, isla Resolución), que marca el inicio del estrecho de Davis, en la mano derecha, y del estrecho de Hudson, a la izquierda, en el extremo norte de la península del Labrador.
(El estrecho de Hudson no fue descubierto por Hudson, sino que hay constancia de varios navegantes anteriores por sus aguas, como la de Martin Frobisher en su tercer viaje a Meta Incógnita (1578), que entró por error en sus aguas y afirmó, haber navegado en ellas 60 leguas. Pilotos más experimentados como Davis (en 1587) y el capitán Waymouth (en 1602) intentaron franquear el paso del estrecho pero no lo consiguieron. En 1606 John Knight se había acercado a la entrada del estrecho falleciendo misteriosamente en la costa de Labrador.)
La emoción era muy alta debido a la expectativa de que el buque podría haber encontrado por fin el Paso del Noroeste a través del continente. Según un ambiguo comentario de Pricket la intención del capitán era continuar hacia el norte hasta el estrecho de Davis —de conformidad con su creencia en el mar polar abierto, un mar libre de hielo en las altitudes altas— cuando la nave fue atrapada en la marea y arrojada al sur de la isla Resolución, con el hielo obstruyendo las aguas del estrecho de Hudson. Una vez dentro, Hudson no se atrevió a dar marcha atrás, con su tripulación asustada y dividida y que podría haber insistido en abandonar por completo una empresa tan peligrosa. Con la nave maltratada por el hielo y yendo hacia atrás y adelante por la carrera de la marea en aguas desconocidas y, como se temían, sembradas de arrecifes, los hombres enfermaron de miedo y hasta el propio Hudson, como le confesó más tarde a Pricket, estaba casi intimidado.
Cuando estaban ya cerca de la isla Akpatok la tripulación se amotinó instigada por Juet y clamaron para que el barco fuera comandado por el carpintero, Philip Staffe; el resto se mantuvo leal a su capitán, que con una mezcla de reprensión y súplica redujo a los seguidores rebeldes a la obediencia. Como piloto cuidadoso, Hudson no perdió la oportunidad de fijar puntos de referencia en ambos lados del estrecho, y después de un viaje tortuoso de seis semanas siguiendo la costa sur del estrecho, pasaron entre el cabo Wolstenholme, en la parte continental de Quebec, y la isla Digges (nombre otorgado en honor de uno de los patronos de la travesía) entrando en aguas de la bahía de Hudson el 2 de agosto. Hudson pasó los meses siguientes cartografiando y explorando sus costas orientales. En la creencia de que se encontraba ya en el Pacífico, Hudson navegó rumbo sur hasta la bahía de James. Eufóricos por lo que creían una hazaña, les costó aceptar el fracaso y Hudson perdió varias semanas en la búsqueda de una salida al sur. Ante la evidencia y la llegada del invierno, Hudson se refugió en el ángulo sureste de la bahía, probablemente en la desembocadura del río Rupert. En noviembre el Discovery quedó aprisionado en el hielo, y la tripulación se trasladó a tierra para pasar el invierno.

## Motín

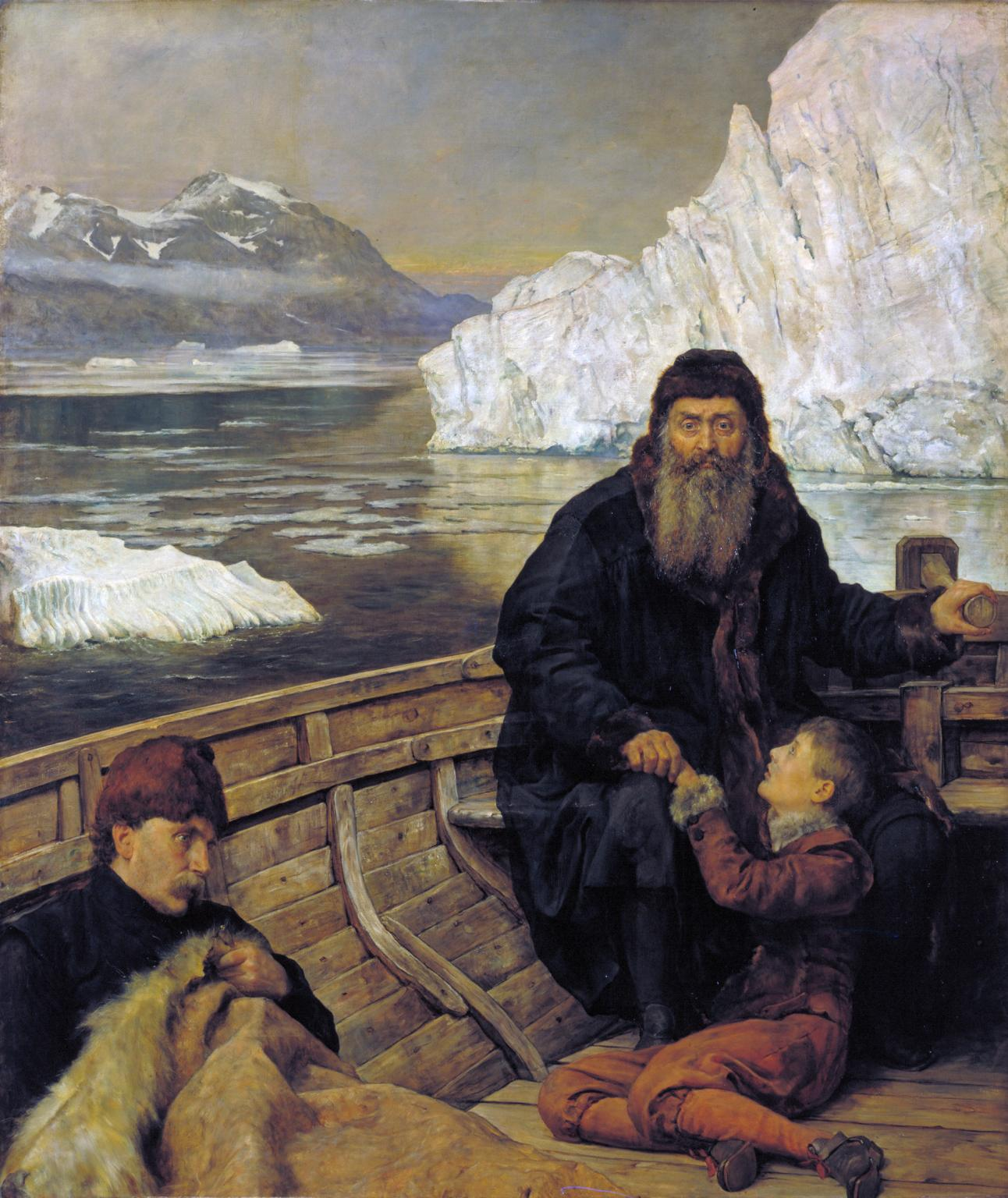
"El último viaje de Henry Hudson". Pintura de John Collier que muestra a Henry Hudson, a su hijo John y a un miembro de su tripulación abandonados en un bote a la deriva tras el motín.

Pasaron un invierno con muchas disputas entre los miembros de la tripulación, con cortas raciones que complementaban con perdices nivales y otras aves, e incluso apareció el escorbuto. Fueron visitados por un nativo y Hudson, cuando comenzó el deshielo, buscó y encontró el asentamiento inuit para obtener carne, pero se negaron a comerciar con él y les alejaron prendiendo fuego al bosque. Cuando en la primavera despejó el hielo, Hudson quería explorar el resto de la zona, pero después de pasar un duro invierno a causa del frío y la escasez de alimentos, la discordia se generalizó entre la tripulación y comenzaron el viaje de regreso el 12 de junio de 1611. Hudson racionó los víveres hasta que pudieron llegar a la isla Digges, donde había abundante caza de aves.
En la noche del 23 de junio parte de la tripulación se amotinó. Según los testimonios de los amotinados supervivientes, Hudson, su hijo adolescente, John, y ocho tripulantes —tanto enfermos y débiles, como leales a Hudson— fueron abandonados a la deriva a su suerte en un pequeño bote abierto. Según el diario de Abacuk Pricket, a los náufragos se les proporcionó pólvora y municiones, algunas lanzas, una olla de hierro, algunos víveres, y otros artículos diversos, así como prendas de vestir. Sin embargo Prickett y los otros amotinados sabían que serían juzgados por ello en Inglaterra. La pequeña barca siguió a la altura del Discovery durante algún tiempo, pero al final el barco desplegó las velas y abandonaron el bote. Hudson nunca fue visto de nuevo y su destino no es conocido, aunque se presume que murió de hambre y frío. Al regreso, sin embargo, surgieron muchas especulaciones sobre si la tripulación había asesinado a Hudson.
Bylot se hizo cargo como piloto de la embarcación y logró llevarla de vuelta a isla Digges, un logro considerable teniendo en cuenta que en el viaje de ida habían seguido un curso muy tortuoso y cambiante. En la isla, una partida desarmada fue a tierra con la intención de reunirse con unos inuits a los que habían visto desde el barco. Los inuits les enfrentaron y murieron Wilson y otro tripulante, y solo la valentía de Greene que protegió la retirada de sus compañeros salvo al resto. Se aprovisionaron con la caza de aves y emprendieron el regreso. Juet falleció en el viaje y el resto llegó casi a la inanición. Solo ocho de los trece miembros de la tripulación amotinada regresaron a Londres. Aunque fueron detenidos, ninguno fue castigado por el motín y la muerte de Hudson (presumiblemente como resultado). 
Aunque los ocho hombres sufrieron un período de detención, y el Alto Tribunal del Almirantazgo celebró consultas durante varios años, no hay constancia de un proceso judicial hasta 1618 cuando Pricket (que mientras tanto había tomado parte en la expedición de Thomas Button a la bahía de Hudson), Edward Wilson, y dos de sus antiguos camaradas fueron sometidos a una forma de juicio ante el Tribunal del Almirantazgo. En vista del tiempo transcurrido y las circunstancias atenuantes, las autoridades, evidentemente, quisieron cerrar el caso con una absolución. Los cuatro fueron acusados, no por el cargo ineludible de motín, sino por asesinato, y no había sido asesinato dejar a marinos experimentados a la deriva cerca de una orilla en una tierra ni totalmente inhóspita ni deshabitada. Los cuatro fueron absueltos. Una teoría sostiene que eran considerados valiosos como fuentes de información, después de haber viajado al Nuevo Mundo.
Bylot logró el indulto por su hazaña y en 1612, regresó a la bahía de Hudson, esta vez con Thomas Button (en un viaje en el que también iba Pricket). Llegaron a la desembocadura del río Nelson, donde pasaron el invierno. En la primavera de 1613 continuaron al norte, llegando a una latitud de 65° N, antes de regresar a Inglaterra.

## Legado
El éxito de Hudson cruzando el estrecho que ahora lleva su nombre y descubriendo las bahías de Hudson y James, le sitúa entre los mejores navegantes británicos que hicieron tanto para cartografiar la parte septentrional de Norteamérica. William Edward Parry y John Franklin solo se le pueden comparar en la medida en que superaron a sus predecesores y en la cuantía de descubrimientos originales, pero Parry estuvo muy apoyado por un gran equipo, bien entrenado y disciplinado, mientras que Franklin debió mucho a la los viajes de Samuel Hearne y Alexander MacKenzie, en cualquier caso mucho más que lo que Hudson sabía de los inconcretos informes de Cabot y los navegantes portugueses. 
Hudson, casi exclusivamente por su pericia, abrió el camino a través de los más de 700 km de su estrecho y descubrió la vasta extensión de mar interior más allá. Más que eso, su colosal esfuerzo dio a sus compatriotas un impulso que, apenas cinco años después de su desaparición, lograron cartografiar casi completamente su bahía y Baffin pudo afirmar con seguridad razonable de que se trataba de un mar cerrado sin salida navegable al oeste.

### Reconocimientos
El río Hudson explorado lleva su nombre en su honor, al igual que el condado de Hudson, en Nueva Jersey, y el condado de Hudson, en Nueva York. En el Ártico canadiense, la bahía de Hudson y el estrecho de Hudson también le honran.
Hudson también aparece como un personaje mítico en el famoso relato de Rip van Winkle de Washington Irving. 

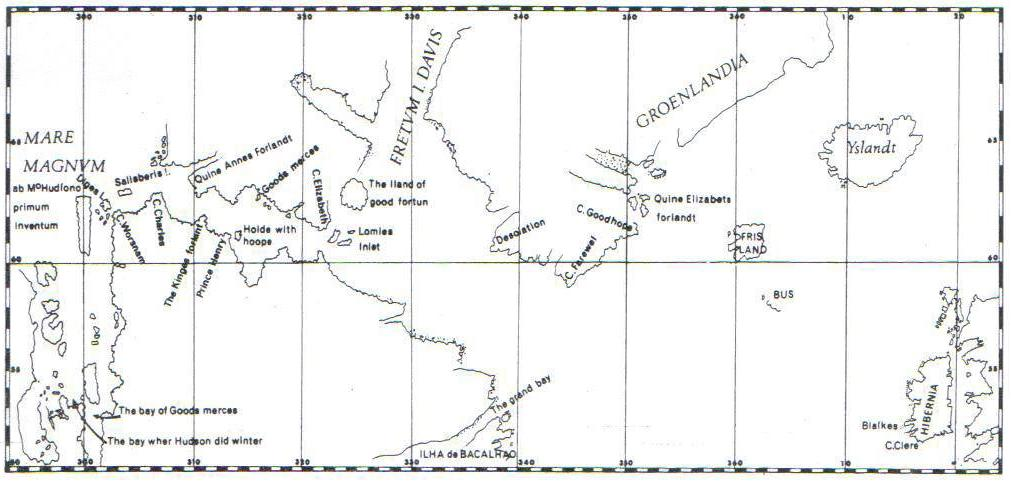
Un mapa del cuarto viaje de Hudson (1610-11).